# Lysolaje
Lysolaje – część Pragi. W 2006 zamieszkiwało ją 1 158 mieszkańców.